# Alisjer Usmanov

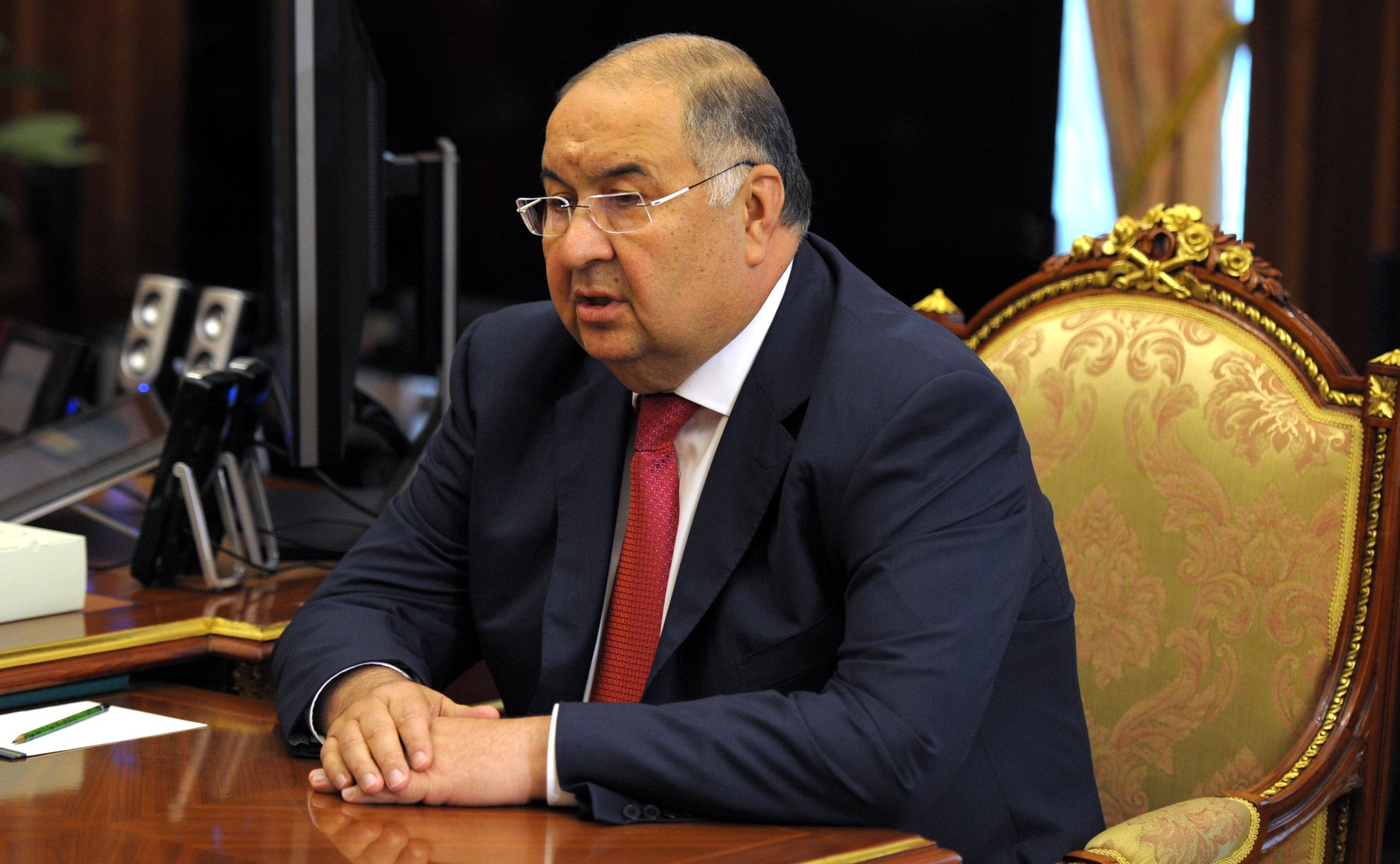
Alisjer Usmanov, 2015.

Alisjer Burchanovitj Usmanov, född 9 september 1953 i Tjust i Uzbekiska SSR i Sovjetunionen (nu Chust i Uzbekistan), är en rysk oligark och miljardär med uzbekiskt ursprung. Den amerikanska ekonomitidskriften Forbes rankade 2021 Usmanov som världens 114:e rikaste med en förmögenhet på 17,3 miljarder amerikanska dollar.
Usmanov har ekonomiska intressen i investmentföretag, gruvindustri, trävaruindustri, mobiltelefonföretag och energiföretag. Han är också ägare (eller delägare) i flera stora medieföretag och i fotbollsklubben Arsenal FC.
Usmanov föddes som son till Burchan Usmanov, åklagare i Uzbekistans dåvarande huvudstad Tasjkent. År 1992 gifte han sig med Irina Viner.[källa behövs] Usmanov har en examen från MGU.

## Ägare eller delägare

### Metalloinvest
Metalloinvest är ett företag som han grundat tillsammans med Vasilij Anisimov för att kontrollera tillgångar i metallindustrin. Metalloinvest äger i sin tur en rad ryska metall- och gruvföretag. Hans totala ägande i dessa företag gör honom till en av de tio största ägarna av stålindustrin i Ryssland. Förutom Vasilij Anisimov är också Andrej Skotj och Farhad Moshiri två av ägarna i Metalloinvest.

### Kommersant
Kommersant är en rysk affärstidning som Usmanov är ensam ägare till.)

### Gallagher Holdings
Gallagher Holdings  är ett Cypernregistrerat företag som investerar i stål, teknologi, olja, gas, media, läkemedel med mera.)

### MegaFon
2007 köpte Usmanov andelar i det ryska mobiltelefonföretaget Megafon.

### Arsenal
I augusti 2007 köpte Usmanov 14,58 procent av det brittiska fotbollslaget Arsenal FC. Usmanov gjorde investeringen tillsammans med Farhad Moshiri genom köp från David Dein för 75 miljoner pund. 2013 köpte han  14,42 procent till.

## Motoryachter
Sedan 2016 äger Usmanov megayachten Dilbar, som anges vara värd omkring 600 miljoner dollar. I mars 2022 var jakten under ombyggnad och underhåll på Blohm+Voss-varvet i Hamburg, där tyska myndigheter utreder möjligheterna att ta jakten i beslag som en del av ekonomiska sanktioner på grund av Rysslands invasion av Ukraina 2022. Jakten är registrerad i Caymanöarna och ägs via ett holding-bolag.
Han har också ägt en superyacht och en annan megayacht med samma namn, nu heter de Luna B och Al Raya. Usmanov ägde också megayachten Alaiya.